# Chelonus asiaticus
Chelonus asiaticus är en stekelart som beskrevs av Telenga 1941. Chelonus asiaticus ingår i släktet Chelonus och familjen bracksteklar. Inga underarter finns listade i Catalogue of Life.